# Personaleinsatzmanagement
Personaleinsatzmanagement ist ein vorrangig in der öffentlichen Verwaltung genutztes Instrument zum ziel- und kostenoptimierten Personaleinsatz.

## Vorgehensweise
Das aufgrund einer Entscheidung des Haushaltsgesetzgebers nicht mehr benötigte Personal (das sog. „Überhangpersonal“) wird in den Behörden/Dienststellen identifiziert. Es wird die Anzahl der nicht mehr benötigten Beschäftigten festgelegt. Über ein jeweils definiertes Verfahren werden in diesem Umfang die konkret nicht mehr benötigten Beschäftigten namentlich festgelegt („Personalisierung“).
Die personalisierten Beschäftigten werden zu einer Behörde versetzt, die für die jeweilige Gebietskörperschaft das Management des Personaleinsatzes übernommen hat. Besteht bei einer anderen Behörde ein Personalbedarf, ist dieser vorrangig mit dem identifizierten Personalüberhang abzudecken. Damit ist das Personaleinsatzmanagement ein Instrument zum Personalabbau, da das Überhangpersonal zielgerichtet an den Stellen eingesetzt wird, wo ein Personalbedarf besteht. Ohne das Personaleinsatzmanagement hätte an diesen Stellen eine Anwerbung/Einstellung von anderen Beschäftigten erfolgen müssen.

## Entwicklung in der Bundesrepublik
Im Oktober 2003 hat der ehemalige Staatsbetrieb Deutsche Telekom AG sein Serviceunternehmen „Vivento“ gegründet. 
Mit dem Stellenpoolgesetz vom 9. Dezember 2003 wurde in Berlin das Zentrale Personalüberhangmanagement („ZeP“) gegründet. Durch das Gesetz zur Einrichtung eines Personaleinsatzmanagements vom 15. Juni 2007 wurde mit dem Landesamt für Personaleinsatzmanagement in Nordrhein-Westfalen eine vergleichbare Einrichtung geschaffen.

## Kritik
Die teilweise geäußerte Kritik an dem Personaleinsatzmanagement entzündet sich an den eingeschränkten Mitwirkungsrechten der Personalräte sowie an der Frage der Rechtmäßigkeit der Versetzung von Beamten in den Stellenpool.
Voraussetzung für eine rechtmäßige Versetzung eines Beamten ist die gleichzeitige Zuweisung einer konkreten, dauerhaften und amtsangemessenen Beschäftigung. Dieser Rechtsanspruch wird von der Rechtsprechung aus Art. 33 Abs. 5 GG abgeleitet. Die Entscheidung dieser Frage war Gegenstand zahlreicher Gerichtsverfahren. Zwischenzeitlich wird vom Oberverwaltungsgericht Berlin-Brandenburg die Vereinbarkeit des Stellenpoolgesetzes mit höherrangigem Recht in Zweifel gezogen.